# Macrocentrus palliduplus
Macrocentrus palliduplus är en stekelart som beskrevs av Roy D. Shenefelt 1969. Macrocentrus palliduplus ingår i släktet Macrocentrus och familjen bracksteklar. Inga underarter finns listade i Catalogue of Life.